# Almansa (1864)
La Almansa fue una fragata de hélice, con casco de madera y propulsión a vapor de la Armada Española.

## Historial

### Guerra Hispano-Sudamericana
Durante la Guerra hispano-sudamericana fue enviada para reforzar la escuadra de Casto Méndez Núñez. Realizó la travesía desde Montevideo (Uruguay) a vela, por el cabo de Hornos y arribó al escenario de la guerra el 9 de abril de 1866.
En el Combate del Callao del 2 de mayo, al mando de Victoriano Sánchez Barcáiztegui, recibió un total de sesenta proyectiles desde las baterías del Callao. A las 14:30, una enorme granada explosionó en la batería de la Almansa, provocando la inflamación de los guardacartuchos. El incendio se propagó por el sollado hasta llegar al antepañol de la santabárbara. El comandante de la fragata, tras recibir tres partes en los que se solicitaba permiso para anegar el pañol para que la pólvora no estallara, dijo la frase que le hizo pasar a la posteridad:

Hoy no es día de mojar la pólvora.

Tras lo cual, mientras el buque seguía disparando sus cañones, el comandante ordenó izar la señal de "fuego a bordo" y separarse de la cercana Numancia, para evitar así que le afectara la posible explosión de su barco. Se retiró de la línea de fuego para que toda la dotación trabajase en apagar el incendio sin mojar la pólvora, tras lo cual, volvió a su posición original, reanudando el cañoneo a las 15:00 sobre el fuerte Santa Rosa, la flota peruana y la población.
Finalizado el combate, y tras realizar reparaciones desde el fondeadero de la isla San Lorenzo, junto a las fragatas de hélice Villa de Madrid, Resolución y Blanca, tras doblar el cabo de Hornos y llegó a Río de Janeiro donde permanecieron hasta 1868. Regresaron a la península en diciembre de 1868.

### Revolución Cantonal
Durante la Primera República, fue el primer buque en unirse a la revolución cantonal, al izar la bandera roja del cantón de Cartagena. Después se incorporaron entre otros buques: la Numancia, Vitoria, Tetuán, Méndez Núñez, Fernando el Católico y Vigilante.
La fragata de hélice Almansa y la fragata blindada Vitoria, zarparon de Cartagena «hacia una potencia extranjera» (es decir, a Almería), para intentar que se adhiriesen a la causa cantonalista, o en su defecto recaudar fondos para el Cantón de Cartagena. Al negarse la ciudad a pagar, tuvo lugar un bombardeo al que se opuso una tenaz resistencia activa (Batalla de Almería (1873)), finalmente las fuerzas atacantes desistieron del asedio. Después se dirigieron a Málaga para tratar de atraer a la ciudad a la causa cantonalista, pero el 1 de agosto de 1873, las fragatas blindadas SMS Friedrich Carl y  HMS Swiftsure, alemanas y británicas respectivamente, bajo el mando conjunto de Reinhold von Werner, capturaron a los buques cantonales en virtud del decreto del gobierno español que declaraba piratas a las fuerzas navales del cantón, pero sin recibir autorización ni de Londres ni de Berlín. En el enfrentamiento, las fuerzas anglogermanas, capturaron sin casi oposición ambos buques, devolviéndolos posteriormente de nuevo tras arduas negociaciones a las fuerzas gubernamentales en Gibraltar. La poca oposición a la captura, fue debida a que a bordo de la Almansa se encontraba el general Contreras, uno de los líderes de las fuerzas cantonalistas, y a que se trataba de una fragata de madera frente a dos blindadas, razón que también motivó que la Vitoria se rindiera sin oponer resistencia para evitar represalias contra el general y los 400 tripulantes de la Almansa.
Tras su entrega a las fuerzas gubernamentales, participó en el combate naval de Portmán, junto a la fragata blindada Vitoria, las fragatas de hélice, Navas de Tolosa y Carmen, los vapores Colón y Ciudad de Cádiz, la corbeta de hélice Diana y la goleta de hélice Prosperidad, zarpando de Gibraltar con rumbo a Cartagena el 5 de octubre. Dicho combate, finalizó con derrota cantonal, debido a la mala disposición de los buques de su escuadra. Sin embargo, el día 13 de octubre, la escuadra gubernamental, debió retirarse ante una nueva salida de la flota cantonal, esta vez con una disposición más adecuada.

### Buque escuela
La fragata Almansa, ejerció junto a la fragata Asturias como buque escuela desde 1881, hasta que en 1886, se adquirió la Corbeta Nautilus. En su honor, el segundo mástil (mayor proel) del Juan Sebastián Elcano recibe el nombre de Almansa. Fue dada de baja en 1899 y desguazada en 1900 o en 1901.